# Saturne noir
 (août 2022).
 (août 2019).
En physique théorique, un saturne noir (en anglais : Black Saturn),, est un objet hypothétique prédit par une solution exacte à l'équation d'Einstein pour un espace-temps à cinq dimensions. Il consisterait en un trou noir entouré d'un anneau noir concentrique.
L'espace-temps d'Elvang-Figueras, décrit par la métrique, est un espace-temps vide, de dimension 4+1, stationnaire, aximétrique et asymptotiquement plat. Le saturne noir est une région de cet espace-temps. Son horizon a deux composants : l'un est homéomorphe à S3 ; l'autre, à S1 × S2.

## Historique
Le saturne noir est mis en évidence en 2007 par Henriette Elvang, du centre de physique théorique du Massachusetts Institute of Technology, et Pau Figueras, du département de physique fondamentale de l'université de Barcelone.